# Dietmar Schmidtbleicher
Dietmar Schmidtbleicher (* 13. Juli 1949 in Stuttgart) ist ein deutscher Sportwissenschaftler und Hochschullehrer.

## Leben
Schmidtbleicher besuchte in Heilbronn von 1956 bis 1960 die Grundschule sowie von 1960 bis 1968 das Justinus-Kerner-Gymnasium Heilbronn. Dort bestand er 1968 das Abitur, gefolgt von einer zweijährigen Dienstzeit bei der Bundeswehr in Passau und München.
Von 1970 bis 1975 studierte er an der Albert-Ludwigs-Universität Freiburg Sportwissenschaft, Geschichte und Germanistik für das Höhere Lehramt und schloss mit dem Staatsexamen ab. Von 1975 bis 1979 absolvierte Schmidtbleicher in Freiburg ein Zweitstudium in Sport- und Leistungsphysiologie sowie Neurophysiologie und war in dieser Zeit als wissenschaftlicher Angestellter (ab 1975) am Institut für Sport und Sportwissenschaft der Universität Freiburg an Forschungsprojekten unter der Leitung von Joseph Keul sowie Richard Jung beteiligt. Des Weiteren arbeitete er an Forschungsarbeiten des Bundesinstituts für Sportwissenschaft (BiSp) mit. 1979 schloss Schmidtbleicher in Freiburg bei Keul und Martin Bührle seine Doktorarbeit zum Thema „Maximalkraft und Bewegungsschnelligkeit“ ab, welche mit „summa cum laude“ bewertet wurde. 1979/80 sowie 1985 übernahm er in Freiburg Lehrstuhlvertretungen von Bührle. 1986 schloss Schmidtbleicher in der Freiburger Sportwissenschaft seine Habilitation ab.
1987 trat er am Institut für Sportwissenschaften der Johann Wolfgang Goethe-Universität Frankfurt am Main eine Professur für Sportwissenschaft mit dem Schwerpunkt sportmotorische Leistungsdiagnostik an, ab 1991 leitete er ebendort den Lehrstuhl für „Trainings- und Bewegungswissenschaften“. 1989/90 weilte Schmidtbleicher als Gastprofessor an der Deutschen Hochschule für Körperkultur (DHfK) in Leipzig, 1992/93 sowie 2001 Institut für Sportwissenschaft der Technischen Hochschule Darmstadt, 1993 an der Universidade Federal de Pernambuco im brasilianischen Recife, 1993, 1995, 1998, 2002 und 2006 jeweils an der Universidade Federal de Minas Gerais in Belo Horizonte (ebenfalls Brasilien), 2001, 2002 und 2006 an der Universidade de Lisboa in Portugal, ab 2002 an der Fachhochschule für Physiotherapie „Tim van der Laan“ in Landquart (Schweiz) sowie 2006, 2007 und 2008 an der Fachhochschule für Physiotherapie im niederländischen Utrecht.
An der Johann Wolfgang Goethe-Universität Frankfurt am Main hatte Schmidtbleicher 1989 und 1990, von 1994 bis 1996 sowie von 2005 bis 2007 das Amt des Geschäftsführenden Direktors des Instituts für Sportwissenschaften inne. In den Jahren 1989 und 1990 sowie 1995 und 1996 war er Dekan des Fachbereichs „Sportwissenschaften und Arbeitslehre“. Ab 1986 gehörte Schmidtbleicher dem Direktorium des Instituts für Sportwissenschaften der Universität Frankfurt an.
Bei der Deutschen Vereinigung für Sportwissenschaft (DVS) gehörte er von 1995 bis 1999 dem Vorstand an und ebenso zwischen 1985 und 1991 dem Vorstand der DVS-Sektion „Bewegung und Training“. Zwischen 1994 und 1997 leitete er die DVS-Sektion „Biomechanik“ als Vorsitzender.
Beim Bundesinstitut für Sportwissenschaft (BiSp) gehörte Schmidtbleicher von 1992 bis 1996 dem Direktorium an, anschließend leitete er das Gremium von 1997 bis 2006. In den Jahren 1992 bis 2006 hatte er beim BiSp das Amt des Vorsitzenden des Ausschusses „Bewegungs- und Trainingwissenschaft“ inne und von 1992 bis 1996 zusätzlich des Fachbeirates „Sozial- und Verhaltenswissenschaft, Trainings- und Bewegungswissenschaft“ sowie von 1996 bis 2004 Fachbeirates „Training- und Bewegungswissenschaft, Sportgeräte- und Technologieentwicklung“. Von 1995 bis 2000 saß Schmidtbleicher im Vorstand des Deutschen Ruderverbandes sowie ab 1997 im Bundesausschuss Aus- und Fortbildung/Wissenschaft des Deutschen Leichtathletik-Verbandes. Auf internationaler Ebene gehörte er von 1997 bis 1999 zum Führungsgremium des „European College of Sport Science“, zwischen 1998 und 2004 führte er als Vorsitzender die „Europäische Interdisziplinäre Gesellschaft für klinische und sportliche Anwendung“ (EISCSA) und wurde 2005 zum EISCSA-Ehrenpräsidenten ernannt.
Schmidtbleicher war als Gutachter, Beirat beziehungsweise Redaktionsmitglied für mehrere sportwissenschaftliche Zeitschriften tätig, darunter deutschsprachige wie die „Deutsche Zeitschrift für Sportmedizin“, „Leistungssport“, „Sportwissenschaft“, „Lehre der Leichtathletik“ sowie englischsprachige wie „International Journal of Sports Medicine“, „Coaching and Sport Science Journal“ und „European Journal of Applied Physiology“.
Gemeinsam mit Christian Haas erhielt Schmidtbleicher 2002 den Fresenius-Erfinderpreis, 2005 zeichnete ihn der Deutsche Basketball-Bund zusammen mit Steffen Brockmann mit dem Publikationspreis aus. 2009 wurde ihm an der Universidade Técnica de Lisboa die Ehrendoktorwürde verliehen.
Zu Schmidtbleichers Forschungsschwerpunkten zählten Biomechanik, Aspekte der Begriffe Schnelligkeit und Kraft, darunter Krafttraining und -diagnostik, Sportphysiotherapie, Fitnesstraining.